# Brian O’Leary
Brian Todd O’Leary, född 27 januari 1940 i Boston, Massachusetts, död 28 juli 2011 i Vilcabamba, Ecuador, var en amerikansk astronom och astronaut. Han fick doktorstitel 1967.
O’Leary blev uttagen som astronautkandidat i Astronautgrupp 6 1967. Denna grupp var kända som vetenskapsastronauter och var tänkta att träna för Apollo Applications Program, en uppföljning av månlandningarna. O’Leary lämnade senare astronautprogrammet och reste aldrig ut i rymden. Han har sedan dess varit aktiv inom icke bemannad rymdforskning, bland annat med Mariner 10. Senare skapade han en del kontroverser när han i TV-programmet Conspiracy Theory: Did We Land on the Moon? av Fox TV påstod att USA kanske aldrig landat på månen.
Efter sin pensionering levde O’Leary i Ecuador.